# Austin Loadstar
Austin Loadstar – британский грузовик легкого класса, который производился автомобилестроительной компанией Austin Motor Company (AMC) в 1950-х годах.
Austin Loadstar стал первой после Второй мировой войны моделью, производимой AMC и продавался в Великобритании, Австралии, Новой Зеландии и Скандинавии. Представляет собой грузовик с кузовом с откидными бортами либо в безбортовом варианте.
Модель Mk III, которая появилась в 1956 году отличалась обновленным дизайном и внутренней отделкой.

## K9 вариант
Ставший известным как ‘’K9’’ «военный» вариант с колесной формулой 4х4 и увеличенным дорожным просветом производился и использовался в качестве автомобилей скорой помощи, эвакуаторов и автомобилей радиосвязи. Военный вариант часто имел на крыше кабины люк для наблюдения и обороны.

## Разное
Грузовик Austin K9 использовался преступниками для перевозки денег во время "Великого ограбления поезда" (The Great Train Robbery).